# Apostolska nunciatura v San Marinu
Apostolska nunciatura v San Marinu je diplomatsko prestavništvo (veleposlaništvo) Svetega sedeža v San Marinu.
Trenutni apostolski nuncij je Giuseppe Bertello.

## Seznam apostolskih nuncijev
- Pier Luigi Celata (7. maj 1988–6. februar 1995)
- Francesco Colasuonno (22. april 1995–21. februar 1998)
- Andrea Cordero Lanza di Montezemolo (7. marec 1998–17. april 2001)
- Paolo Romeo (17. april 2001–19. december 2006)
- Giuseppe Bertello (11. januar 2007–danes)